# Camilo José Cela
Don Camilo José Cela, markiz Iria Flavia (hiszp. Don Camilo José Cela Trulock, marqués de Iria Flavia, ur. 11 maja 1916 w Iria Flavia, zm. 17 stycznia 2002 w Madrycie) – pisarz i arystokrata hiszpański, członek tzw. Pokolenia 1950. Twórca stylu literackiego zwanego tremendyzmem. Znany głównie jako prozaik, choć wydał dwa tomiki wierszy (1941 i 1948) i kilka reportaży z podróży po kraju. Redagował też czasopismo literackie.
Laureat Nagrody Nobla w dziedzinie literatury za rok 1989. W uzasadnieniu komisji noblowskiej otrzymał ją za bogatą i mocną prozę, która z powściągliwym współczuciem ukazuje bezbronne istnienie człowieka.
Twórczość Celi w oryginalny sposób łączyła tendencje do eksperymentów stylistycznych typowych dla wielkich innowatorów prozy XX wieku z tradycją literatury przełomu XVI i XVII wieku oraz z hiszpańską makabreską.

## Twórczość
- Nowe przygody i nieszczęścia Łazika z Tormesu (1944), wyd. pol. 1997, tłum. Joanna Orzechowska
- Rodzina Pascuala Duarte (1946); wyd. polskie 1963 (w tłum. Zofii Szleyen)
- Podróż po Alkarii (1948)
- Między Miño a Bidassoa (1952)
- Żydzi, muzułmanie i chrześcijanie (1956)
- Pierwsza podróż andaluzyjska (1959)
- Ul (La colmena) (1951)
- Święty Kamil, 1936 (1969); wyd. pol. 1969
- Mazurek dla dwóch nieboszczyków (1982), wyd. pol. 1990, tłum. Elżbieta Komarnicka[2]